# Domitien Ndayizeye
Domitien Ndayizeye (Murago, 2 mei 1953) was van 30 april 2003 tot 2005 president van Burundi. Anno 2011 is hij senator voor het leven.
Ndayizeye behoort tot de Hutu-meerderheid in Burundi. Op jonge leeftijd werd hij reeds geconfronteerd met de onderdrukking van de Hutu's door de Tutsi-minderheid in het land. Ndayizeye week in 1982 om zijn politieke activiteiten uit naar België waar hij een ingenieursopleiding volgde.
In 1993 keerde hij, als gevolg van de liberalisering van het regime, naar Burundi terug. Ndaziyeye sloot zich aan bij het Front pour la Démocratie au Burundi (FRODEBU) en steunde de nieuwe Hutu-president, Melchior Ndadaye. 
In 1993 begon de burgeroorlog in Burundi tussen de Hutu's en Tutsi's. De achtereenvolgende presidenten van Burundi wisten hieraan geen einde te maken. De burgeroorlog liep uit in een regelrechte genocide waarbij honderdduizenden het leven lieten.
Na de staatsgreep van Tutsi-generaal Pierre Buyoya in 1996, werd Ndayizeye gearresteerd. Terwijl hij gevangenzat werd hij tot secretaris-generaal van de FRODEBU gekozen. 
De burgeroorlog nam echter steeds ernstiger vormen aan en president Buyoya begon vredesbesprekingen te voeren met de Hutu's en hun tegenstanders, de radicale Tutsi's om tot een vergelijk te komen. 
In 2000 werd Ndayizeye vrijgelaten en een jaar later als vicepresident opgenomen in de regering van president Buyoya. In 2003 volgde Ndayizeye de laatste als staatshoofd van Burundi op. 
Ndayizeye zag het als zijn voornaamste taak om vrede te brengen in het door etnische tegenstellingen verdeelde Burundi.